# Tricellaria aculeata
Tricellaria aculeata är en mossdjursart som först beskrevs av d'Orbigny 1842.  Tricellaria aculeata ingår i släktet Tricellaria och familjen Candidae.
Artens utbredningsområde är havet kring Nya Zeeland. Inga underarter finns listade i Catalogue of Life.